# Diözesanarchitekt
Diözesanarchitekt oder Diözesanbaumeister, Diözesanbaudirektor, seltener auch Bistumsarchitekt, ist der Titel von im Dienst katholischer Diözesen tätiger Architekten, häufig tragen sie die Amtsbezeichnung Baudirektor. Der Diözesanarchitekt ist in der Regel auch Leiter der Bauverwaltung (Bauamt) der jeweiligen Diözese.
In Frankreich war die Aufgabe des Diözesanarchitekten (architecte diocésain) von 1801 bis 1905 ein staatliches Amt.

## Bekannte Diözesanarchitekten
Erzbistum Breslau
- 1883–1921: Joseph Ebers

Erzbistum Köln
- Willy Weyres
- Heinrich Wiethase

Erzbistum Paderborn
- ab 1856: Arnold Güldenpfennig

Bistum Eichstätt
- 1957–1991: Karljosef Schattner
- 1991–2010: Karl Frey
- 2010–2018: Richard Breitenhuber

Bistum Münster
- Emil von Manger
- 1857–1864: Hilger Hertel der Ältere

Bistum Osnabrück
- ab 1870: Alexander Behnes